# キャロル・ライター
キャロル・ライター（Carroll Righter、1900年2月2日 – 1988年4月30日、男性）は、「スターたちの占星術師 (astrologer to the stars)」として知られたアメリカ合衆国の占星術師。彼は、世界中の166紙に配信された日々の星占いのコラムを執筆し、大統領ロナルド・レーガンとナンシー・レーガンの助言者として評判になった。ライター自身は「群れるのが好きな水瓶座 (gregarious Aquarius)」と称されることを好み、1938年からハリウッドの有名人たちのために占うことを始め、1950年にコラム執筆者となった。それ以前、彼はフィラデルフィアで弁護士をしていた。
ライターは、ロナルド・レーガンが俳優から政治家へ転身する直前の時期であった1965年に出版した自伝『Where's The Rest of Me?』の中で言及されており、また、大統領首席補佐官だったドナルド・T・リーガンによると、レーガン夫人は大統領のスケジュールを決める助けとして占星術師たちに意見を求めることがあったという。占星術を信じているのかと問われたレーガン大統領は、「それを自分の人生の導きとはしていない (I don't guide my life by it)」と答えた上で、「私は占星術に何か有意義なものがあるか否かを論じられるほど、占星術について知っているわけではないし、... 誰であれ、それを信じている人や実践している人を非難するつもりはない (I don't know enough about it to say, is there something to it or not...and I don't mean to offend anyone who does believe in it, or engages in it)」とも述べた。ライターは1985年に、 ロナルド・レーガンに占星術のことで相談を受けたかと問われて、「ノー・コメント (No comment)」と応じた。
ライター自身が述べるところによれば、あるとき彼はマレーネ・ディートリヒに、怪我をするかもしれないから、スタジオのセットでは仕事は避けたほうがいいと警告した。彼の助言は受け入れられず、ディートリヒは、セットで落下した子どもを助けようと体を伸ばした際に踵を骨折した。この事故とライターの助言の話をきっかけに、他の有名人たちが彼の元へやってくるようになり、彼の名声は確立された。彼に助言を求めた有名人たちの中には、アーレン・ダール、ロンダ・フレミング、ジェーン・ウィザース、ヒルデガルト・クネフ、ジョーン・フォンテイン、グレース・ケリーなどもいた。1930年代後半の一時期には、当時まだ若かったロバート・ミッチャムが、ライターのゴーストライターを務めていた。
ライターは数冊の本を書いており、その中には『Astrology and You,』、『Astrological Guide to Health and Diet』や、前田三恵子による日本語訳のある『結婚の星占い (Astrological Guide to Marriage and Family Relations)』がある。